# Rivière Péribonka Est
Pour les articles homonymes, voir Péribonka (homonymie).
La rivière Péribonka Est est un affluent de la rivière Péribonka, coulant dans la province de Québec, au Canada. Ce cours d’eau traverse les régions administratives de :
- Nord-du-Québec : municipalité de Eeyou Istchee Baie-James ;
- Saguenay–Lac-Saint-Jean : dans la partie nord de la municipalité régionale de comté (MRC) du Fjord-du-Saguenay, dans le territoire non organisé de Mont-Valin[2],[3],[4].

La foresterie constitue la principale activité économique du secteur ; les activités récréotouristiques sont accessoires considérant l’éloignement géographique et le manque de routes d’accès.
La surface de la rivière Péribonka Est est habituellement gelée de la fin novembre au début avril, toutefois la circulation sécuritaire sur la glace se fait généralement de la mi-décembre à la fin mars.

## Géographie
Les principaux bassins versants voisins de la rivière Péribonka Est sont :
- côté nord : rivière Péribonka, lac Pluto, lac Pollet, lac Fromont ;
- côté est : rivière Carignan, lac aux Deux Décharges, lac du Cran Cassé, rivière du Cran Cassé, rivière Savane ;
- côté sud : rivière Épervanche, lac Courtois, rivière Courtois, rivière Savane, rivière Péribonka ;
- côté ouest : rivière Péribonka, lac Indicateur, rivière Témiscamie, rivière Témiscamie Est[2].

La rivière Péribonka Est prend sa source à l’embouchure du lac de l’Agoseris (longueur : 4,3 km ; altitude : 787 m) dans la municipalité de Eeyou Istchee Baie-James. L’embouchure de ce lac est située à :
- 4,4 km au sud-est du lac de tête de la rivière Otish ;
- 7,4 km au sud-est d’une montagne dont le sommet atteint 1 120 m ;
- 18,9 km au nord-est de la source de la rivière Péribonka ;
- 15,4 km au nord-est de la source de la rivière aux Outardes ;
- 47,0 km au sud-est du lac Naococane ;
- 45,9 km au nord-ouest du lac Plétipi ;
- 56,4 km au sud-est du cours de la rivière Mouchalagane ;
- 68,9 km au nord-ouest de l’embouchure de la rivière Péribonka Est (confluence avec la rivière Péribonka)[2],[5].

À partir de sa source, la rivière Péribonka Est coule sur 54,8 km sur un dénivelé de 217 m entièrement en zone forestière, selon les segments suivants :
- 20,1 km vers le sud-est jusqu’à la rive nord-est du lac Kerverso, correspondant à la confluence d’une décharge (venant de l’est) de lacs ;
- 13,2 km vers le sud-est jusqu’à la confluence de la rivière Carignan (venant du nord-est) ;
- 3,3 km vers le sud en recueillant un ruisseau (venant du nord-ouest), jusqu’à la décharge (venant du nord-ouest) de deux lacs non identifiés ;
- 10,6 km vers le sud-est en recueillant quatre ruisseaux (venant du nord-est), jusqu’à la décharge (venant du sud-est) de deux lacs non identifiés ;
- 7,6 km vers le sud-est, jusqu’à son embouchure[2].

La rivière Péribonka Est se déverse sur la rive est de la rivière Péribonka. Cette embouchure est située :
- 10,1 km au nord de l’embouchure de la rivière Épervanche ;
- 15,7 au nord-ouest du lac Courtois ;
- 38,7 km au nord-est du lac Indicateur lequel est traversé par la rivière Témiscamie ;
- 116,6 km au nord-ouest du lac Manouane ;
- 79,2 km au nord de l’embouchure de la rivière Savane ;
- km à l'est d’une baie du lac Natipi ;
- 126,9 km au nord-ouest de l’embouchure du lac Onistagane lequel est traversé par la rivière Péribonka ;
- 216 km au nord-ouest de l’embouchure du lac Péribonka ;
- 349 km au nord de l’embouchure de la rivière Péribonka (confluence avec le lac Saint-Jean)[2].

À partir de l’embouchure de la rivière Péribonka Est, le courant descend le cours de la rivière Péribonka sur 602,7 km vers le sud, traverse le lac Saint-Jean sur 29,3 km vers l’est, puis emprunte sur 155 km le cours de la rivière Saguenay vers l'est jusqu'à la hauteur de Tadoussac où il conflue avec le fleuve Saint-Laurent.

## Toponymie
Le terme péribonka dérive du terme montagnais pelipaukau, signifiant rivière creusant dans le sable, où le sable se déplace.
Le toponyme de rivière Péribonka Est a été officialisé le 18 décembre 1986 à la Banque des noms de lieux de la Commission de toponymie du Québec.